# Leopold Heinrich von der Goltz

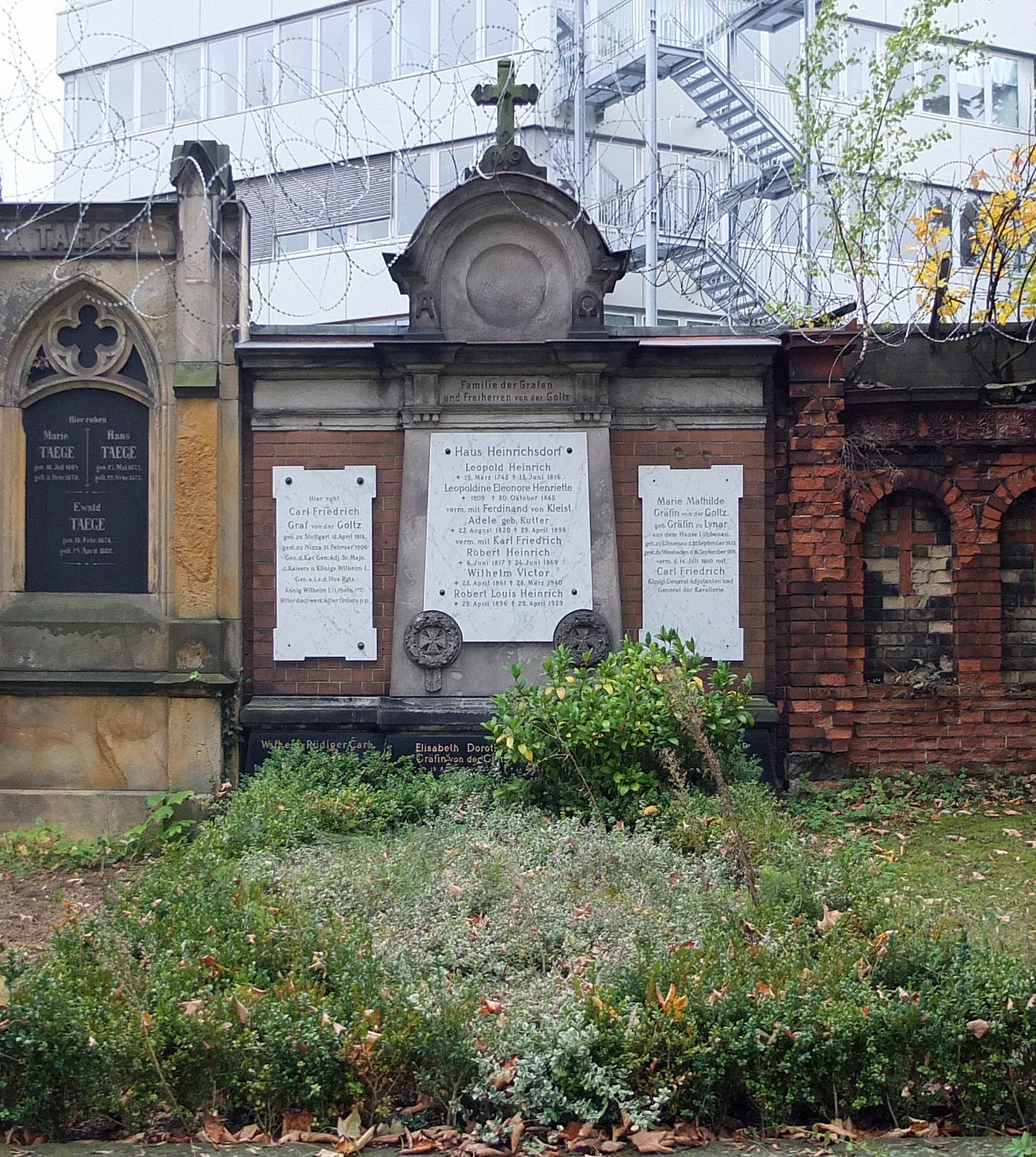
Familiengrab der Freiherren und Grafen von der Goltz

Leopold Heinrich Graf von der Goltz (* 19. März 1746 in Berlin; † 15. Juni 1816 ebenda) war ein preußischer Generalleutnant, Chef des Leibkürassierregiments und Gesandter.

## Leben

### Herkunft
Leopold Heinrich war der Sohn des preußischen Generalmajors Georg Konrad von der Goltz (1704–1747) und dessen Ehefrau Charlotte Wilhelmine, geborene von Grävenitz (1720–1771). Sein Bruder Wilhelm Bernhard war ebenfalls preußischer Gesandter, sein Bruder Karl Franz war Generalleutnant und Kriegsminister.

### Militärkarriere
Im Februar 1758 wurde Goltz als Estandartenjunker im Regiment Gensdarmes angestellt und am 18. Oktober 1758 Kornett. Während des Siebenjährigen Krieges wurde er in der Schlacht bei Hochkirch verwundet. Er war bei der Belagerung von Olmütz sowie den Schlachten von Zorndorf, Liegnitz und Torgau, ferner in den Gefechten von Hoyerswerda und Hohengiersdorf. Goltz wurde am 12. Juni 1761 Leutnant und am 25. Oktober 1775 Stabsrittmeister. Er nahm am Bayrischen Erbfolgekrieg teil, wurde am 6. Januar 1779 Rittmeister und Kompaniechef sowie am 24. November 1786 Major, am 11. April 1789 Oberst und wirklicher Offizier des Gensdarmes.
Schon unter Friedrich II. war er auf diplomatische Missionen geschickt worden, aber am 8. Mai 1789 wurde er zum außerordentlichen Gesandten und bevollmächtigten Minister in St. Petersburg ernannt, wo er am 22. Juni 1789 das Beglaubigungsschreiben überreichte. Am 9. September 1789 wurde er zudem in den preußischen Grafenstand erhoben. Am 7. Februar 1793 erhielt er zudem den Charakter als Generalmajor. Der König berief Goltz am 24. Februar 1794 aus St. Petersburg zurück und verlieh ihm den Roten Adlerorden. Goltz war nicht sehr erfreut über seine Abberufung; das Angebot eines Dragonerregiments lehnte er ab. So bekam er zunächst nur die Pension als Generalmajor von 1000 Talern, die der König aber noch auf 1200 Taler erhöhte. Am 1. Januar 1795 wurde er trotzdem Chef des Leibkürassierregiments und am 23. Mai 1796 mit seinem Regiment der Observationsarmee in Westfalen zugeordnet. Goltz erhielt am 17. Februar 1797 seine Demission und eine Pension von 2000 Talern jährlich. Er erhielt am 10. Januar 1807 den Charakter eines Generalleutnants. 
Goltz ist auf dem Luisenfriedhof II in Berlin-Wilmersdorf begraben.

### Familie
Goltz war mit Eleonore Juliane von Maltzahn († 1798) verheiratet. Das Paar hatte folgende Kinder:
- Eleonore (1798–1861) ⚭ Carl von Rantzau (1782–1851), Vizeoberstallmeister und Hofmarschall in Mecklenburg-Schwerin
- Heinrich (1775–1822), preußischer Generalleutnant und Gesandter ⚭ 1807 Juliane (Julie) Wilhelmine von Seckendorff (1786–1857)